# Nepenthes khasiana
Nepenthes khasiana är en tvåhjärtbladig växtart som beskrevs av Joseph Dalton Hooker. Nepenthes khasiana ingår i släktet Nepenthes och familjen Nepenthaceae. Inga underarter finns listade i Catalogue of Life.

## Bildgalleri

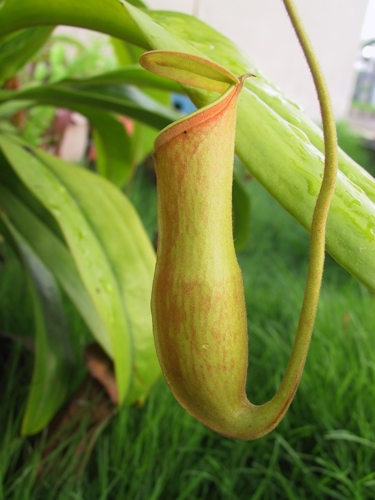
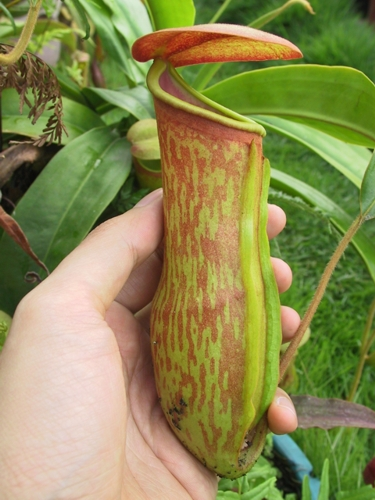
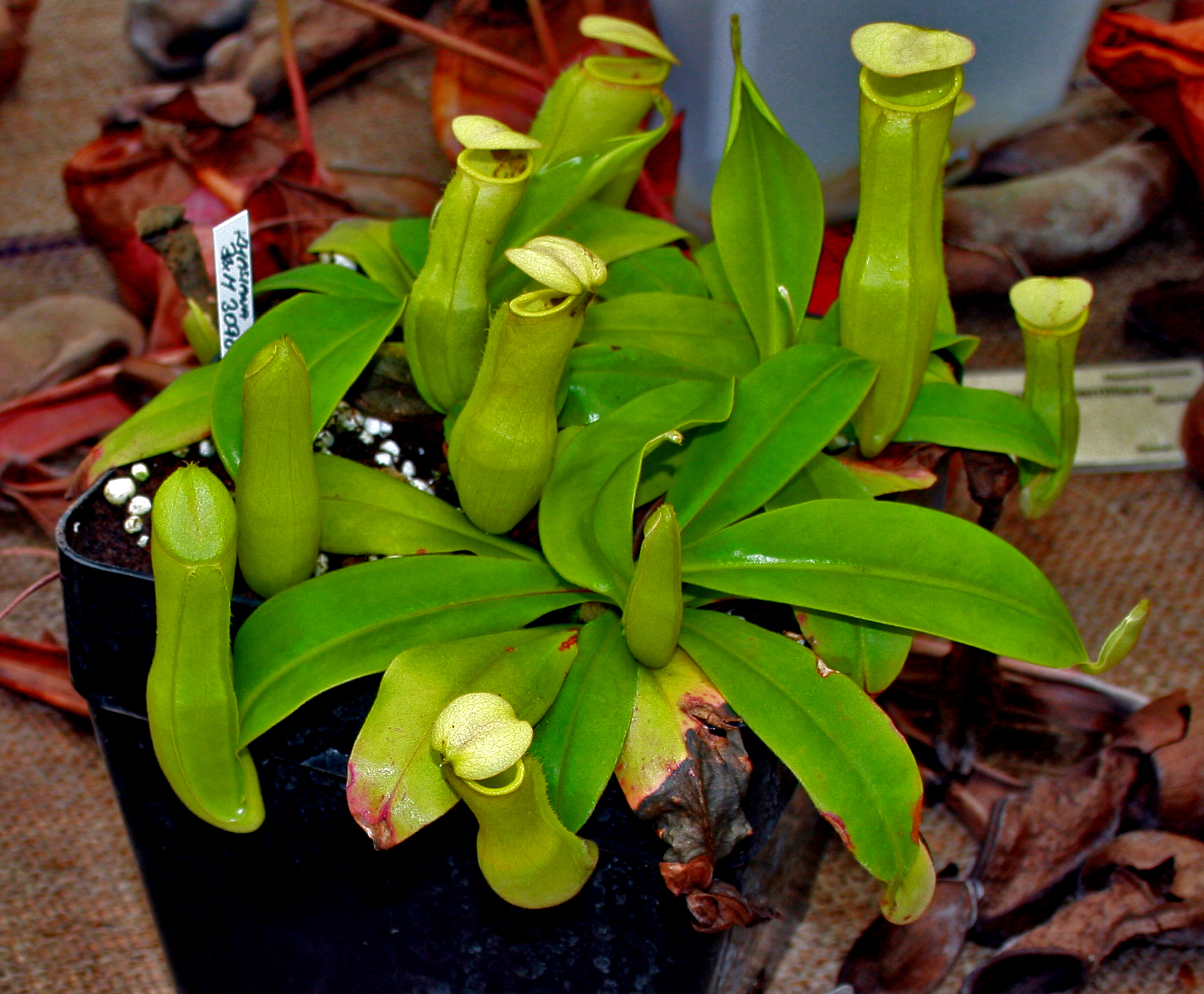
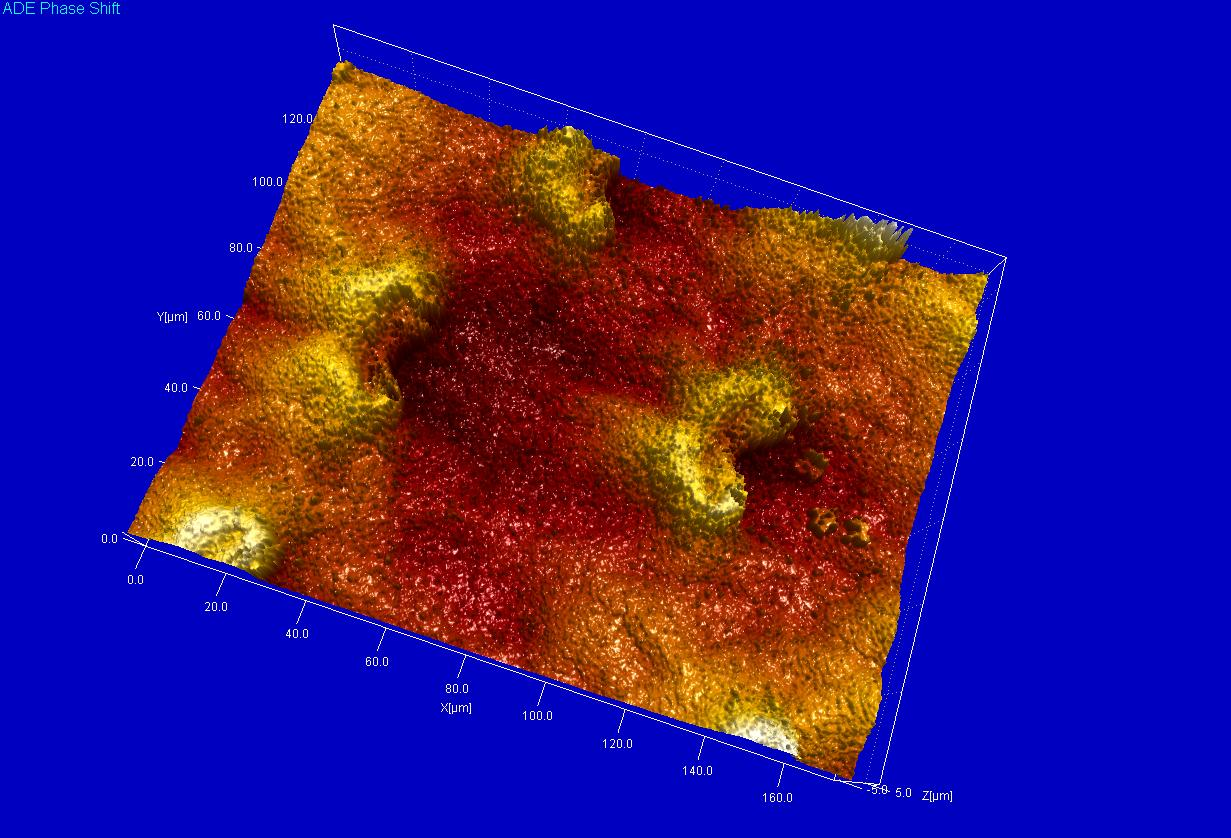
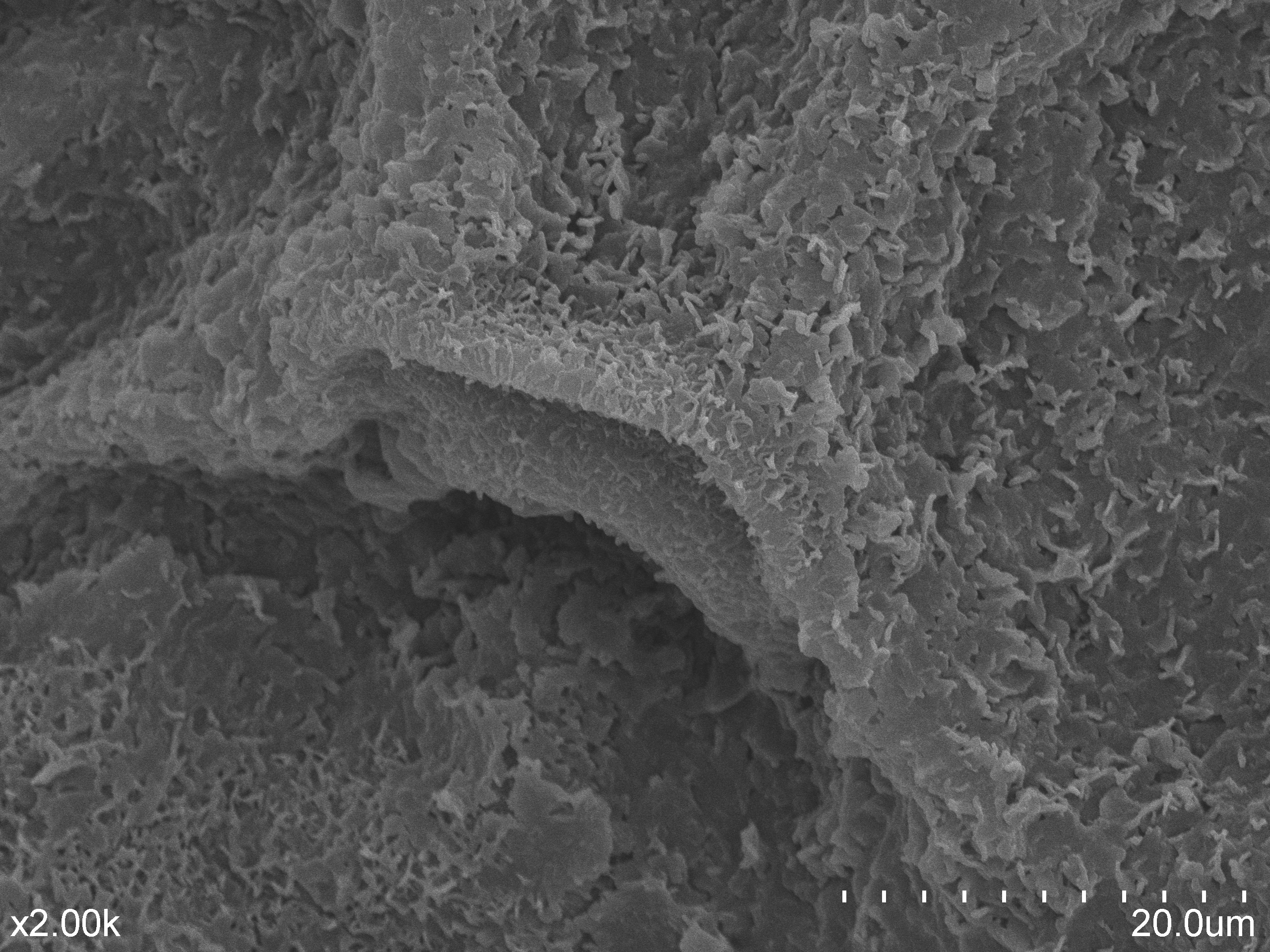
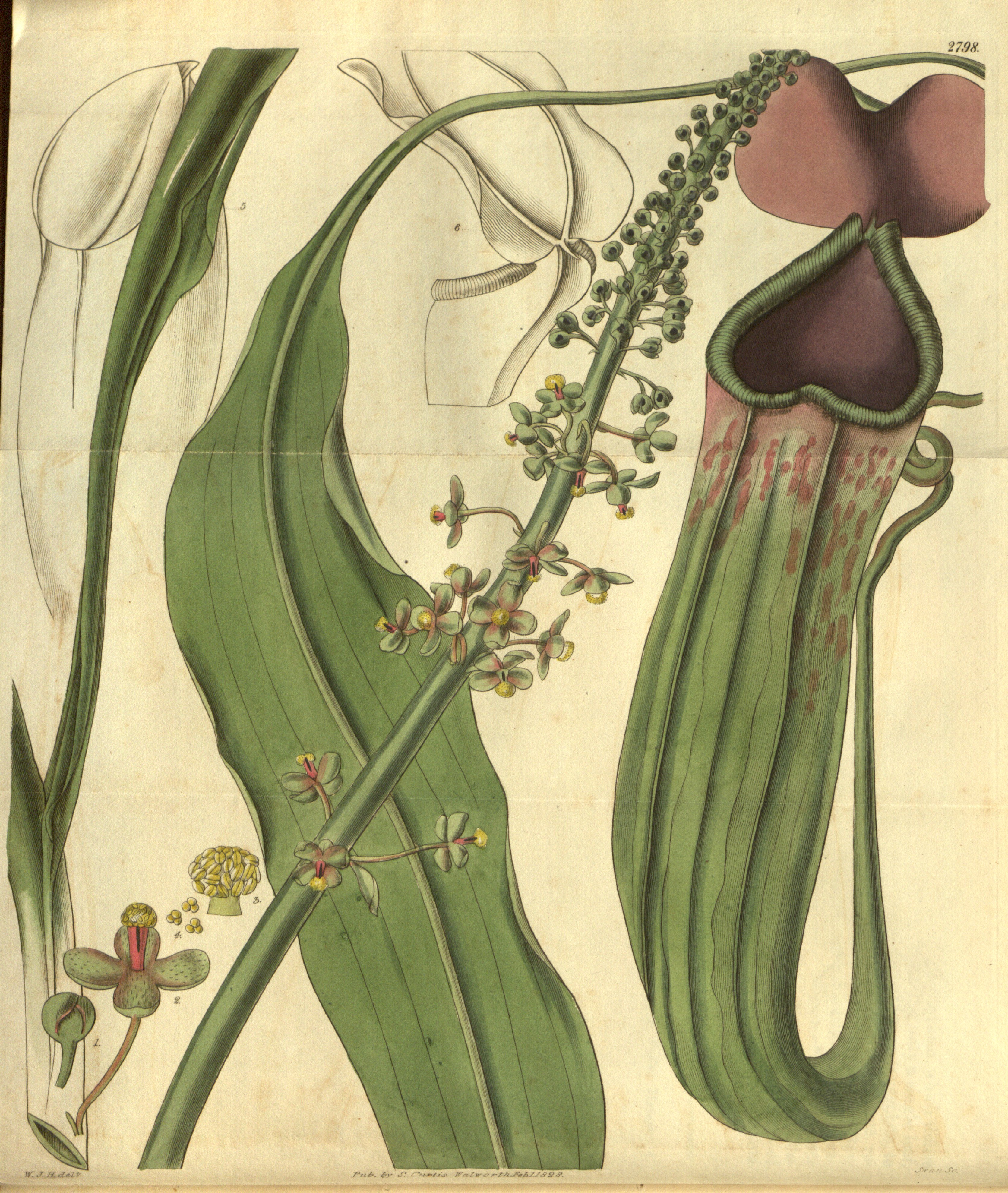